# Autoroute A 16
Die Autoroute A 16, auch als L’Européenne bezeichnet, ist eine französische Autobahn, die von Montsoult im Norden von Paris bis Ghyvelde an der belgischen Grenze führt, von wo sie als (belgische) A18 (Europastraße 40) weiter Richtung Jabbeke verläuft. Sie wird französisch auch als "die Europäische" bezeichnet, da sie auf kürzestem Weg sowohl Belgien im Nord-Osten, als auch Großbritannien im Norden über die Hafenstädte Dünkirchen und Calais anbindet. Sie geht auf den Verlauf der N 1 von Paris bis zur belgischen Grenze bei Dünkirchen zurück und wurde seit 1973 in mehreren Abschnitten als Autobahn ausgebaut. Sie hat mittlerweile eine Gesamtlänge von 320 km.
Die ersten Teile der Autobahn entstanden bereits vor 1973 zwischen Dünkirchen und Boulogne-sur-Mer. Im Jahre 1991 wurde das Teilstück zwischen Boulogne-sur-Mer und Amiens sowie das Teilstück von Dünkirchen bis zur belgischen Grenze bei Ghyvelde freigegeben. Im Jahre 1998 folgte das südliche Teilstück von Amiens bis L'Isle-Adam.
Von 2016 bis 2019 wurde schließlich am bislang neuesten Abschnitt der A 16 von L'Isle-Adam bis zum jetzigen Beginn der Autobahn am Kreuz zwischen Montsoult und Attainville gebaut, wo sie in die als Schnellstraße ringförmig um Paris angelegte Nationalstraße N 104 übergeht. Die Eröffnung fand 2019 statt.

## Geschichte
- 1973–1991: Eröffnung der ersten nördlichen Abschnitte der Autobahn
- 1998: Eröffnung des Teilstücks von Amiens bis L’Isle-Adam
- 2019: Eröffnung des Teilstücks von L’Isle-Adam bis Montsoult bei Paris